# Devisband
Devisband används i heraldiska vapen när man vill ta med ett valspråk (en devis) i vapnet. Devisbandet finns alltid utanför skölden, för det mesta under den.

Devisbandet i Björneborgs stadsvapen uttrycker valspråket Deus Protector Noster.
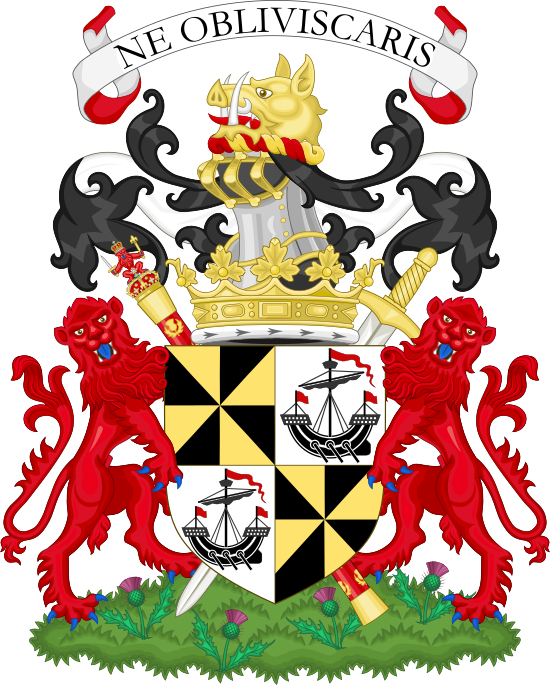
Skotska vapen ofta har två devisband, ett ovanför hjälmen och ett under skölden. Exemplet här är Hertigen av Argylls. I fall som detta innehåller det övre bandet ofta ett härskri (stridsrop) snarare än ett mer fredligt valspråk.
I spanska och latinamerikanska vapen förekommer det att man skriver in valspråket i skölden, som här i vapnet för Lima
I Storbritanniens riksvapen står valspråket Dieu et Mon Droi på ett devisband, medan Honi soit qui mal y pense inte står på något devisband utan direkt på Strumpebandsordens ordenstecken.
Biskopsvapen är oftast försedda med devisband. Här ses Sven Danells vapensköld.